# Tanjung Belit (Rambah)
Tanjung Belit is een bestuurslaag in het regentschap Rokan Hulu van de provincie Riau, Indonesië. Tanjung Belit telt 1488 inwoners (volkstelling 2010).